# PDP-8

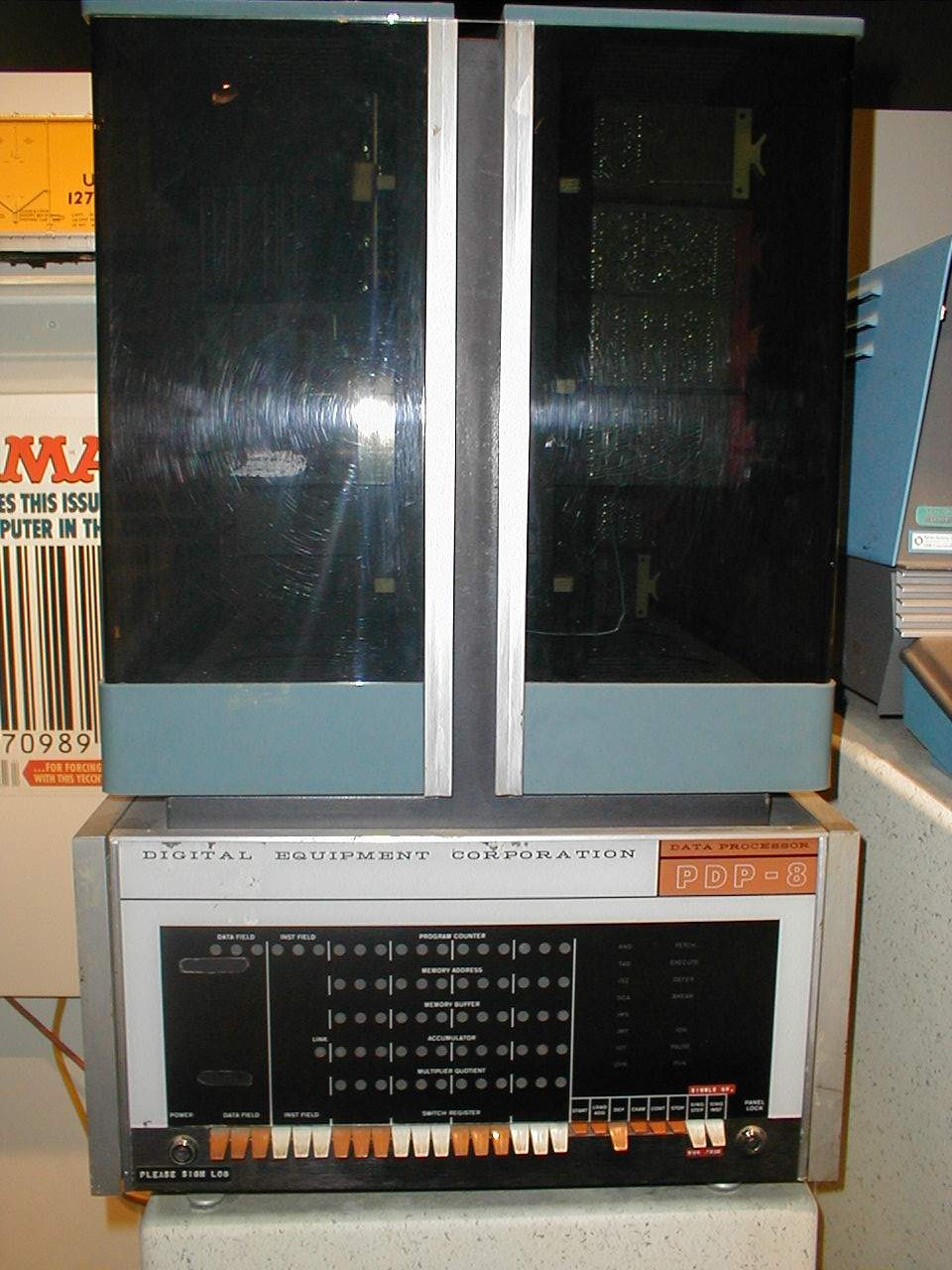
PDP-8 ze zbiorów National Museum of American History w Waszyngtonie

PDP-8 – pierwszy minikomputer, który odniósł komercyjny sukces. Produkowany był od 1965 do 1990 przez firmę Digital Equipment Corporation. DEC wprowadził ósemkę na rynek 22 marca 1965 roku i sprzedał 50 tysięcy (przez całą historię aż 600 tys.) tych maszyn: to więcej, niż jakikolwiek wcześniejszy komputer. Był to jednocześnie pierwszy masowo sprzedawany model z serii PDP (PDP-5 pierwotnie nie był planowany jako komputer ogólnego przeznaczenia).
Pierwszy PDP-8 (nazywany „prostym 8") był zbudowany w technologii DTL i był wielkości lodówki. Następny był PDP-8/S, komputer biurkowy. Dzięki zastosowaniu 1-bitowego, szeregowego ALU komputer był mniejszy i tańszy, ale znacznie wolniejszy od oryginalnego PDP-8. Kolejne warianty (PDP-8/I oraz /L, PDP-8/E, /F, oraz /M, i PDP-8/A) powróciły do implementacji równoległej, ale opierały się na tańszej technologii TTL. Większość PDP-8, które dotrwały do naszych czasów pochodzi właśnie z tej epoki. PDP-8/E był powszechnie uznawany ze względu na dużą liczbę dostępnych urządzeń we/wy i często konfigurowany jako komputer ogólnego przeznaczenia.
W roku 1975 wczesne mikrokomputery oparte na tanich procesorach, takie jak MITS Altair a później Apple II zaczęły wypierać PDP z rynku maszyn ogólnego przeznaczenia.
Ostatnie komputery PDP-8 wprowadzone na rynek w 1979, oparte były na własnym procesorze wykonanym w technologii CMOS (nazywane czasem „CMOS-8”). Cena jednak nie była konkurencyjna i przedsięwzięcie zakończyło się klapą. IBM PC wprowadzony na rynek w 1981 utwierdził porażkę PDP-8 oferując niedrogi i dobrze wspierany mikrokomputer. Swego rodzaju kontynuacją (choć nie bezpośrednią) PDP-8 był komputer PDP-11.
W Polsce komputer ten można zobaczyć w Muzeum Historii Komputerów i Informatyki w Katowicach

## Opis
Komputer łączył w sobie niską cenę, prostotę, rozszerzalność i staranne projektowanie pod kątem ceny/jakości. Najistotniejsze z historycznego punktu widzenia jest, że PDP-8 były tanimi, masowo produkowanymi komputerami dostępnymi dla wielu nowych zastosowań i osób (którym wcześniejsze typy komputerów były zbyt drogie).
Niska złożoność komputera przyniosła jednak dodatkowe koszty: programowanie było skomplikowane, a niektóre ambitne projekty programistyczne związane z tą maszyną zakończyły się porażką (z powodu np. zbyt małej pamięci maszyny). Kiedy ceny pamięci i układów logicznych zmalały, późniejsze projekty komputerów kładły większy nacisk na łatwość programowania, typowo stosując bogatszy i bardziej intuicyjny model programowy.
PDP-8 był 12-bitowym komputerem o standardowej pojemności pamięci 4096 słów (choć liczbę tę można było zwiększyć). Lista urządzeń we/wy obejmowała: monitory CRT, pióra świetlne, przetworniki A/C i C/A, napędy taśm i dysków magnetycznych, drukarki, dalekopisy oraz urządzenia do przetwarzania kart i taśm perforowanych.
12-bitowe słowo było wystarczające dla zmieszczenia w nim 3 cyfr dziesiętnych, a dla zmniejszenia kosztów komputer używał pamięci głównej także tam, gdzie inne maszyny stosowały rejestry oparte na przerzutnikach. Pierwotnie procesor PDP-8 miał z punktu widzenia programisty tylko 2 rejestry (akumulator i bit przeniesienia) oraz 6 rozkazów. W modelu PDP-8/S CPU zbudowany był z jedynie 519 bramek (dla porównania nowoczesny mikrokontroler ma ich 15 tysięcy lub więcej). Aby to osiągnąć każdy fragment układu spełniał tak wiele funkcji, jak to tylko możliwe. Fizycznie procesor miał cztery rejestry: akumulator, licznik programu, bufor pamięci i rejestr dostępu do pamięci. Dla oszczędzenia pieniędzy każdy z nich pełnił różne funkcje w czasie cyklu pracy procesora: np. rejestr bufora pamięci jednocześnie dostarczał operandy działania arytmetycznego, przechowywał instrukcję i zapamiętywał dane z powrotem zapisywane do pamięci (czynność ta przywracała dane w pamięci niszczone w czasie odczytu). Także komponenty PDP-8 były robione niewielkim kosztem: we wczesnych wariantach przerzutniki były niestabilnymi układami asynchronicznymi celowo spowalnianymi przez kondensatory. Ponadto w układach logicznych używano dwóch różnych napięć, aby zwiększyć obciążalność wyjściową niedrogich układów DTL.

## Programowanie
Pierwotnie PDP-8 nie miały systemu operacyjnego, a jedynie blinkenlights i rząd przełączników. Programowanie rozpoczynane było ustawianiem programu rozruchowego w kodzie maszynowym.
W późniejszym etapie powstały liczne „systemy operacyjne”. Wiele programów użytkowych było dostępnych na papierowej taśmie. Często programy na taśmach były zapisane w języku asemblera i kompilowane bezpośrednio do pamięci. W tej postaci były dostępne również pewne języki wysokiego poziomu, takie jak FOCAL czy FORTRAN,
U schyłku ery PDP-8 dostępne były już systemy operacyjne OS/8 i COS-310, umożliwiające stosowanie edytorów tekstu i typowych kompilatorów sterowanych z wiersza poleceń. Dostępne były m.in. następujące języki: FORTRAN, BASIC i DIBOL. Był również dostępny względnie nowoczesny system czasu rzeczywistego (RTS-8), jak i system wieloużytkownikowy obsługujący wielozadaniowość z wywłaszczeniem (rzeczony COS-310).

## Wersje
Na rynku pojawiały się m.in. następujące komputery zaliczające się do rodziny PDP-8:
- PDP-8
- LINC-8
- PDP-8/S
- PDP-8/I
- PDP-8/L
- PDP-12
- PDP-8/E
- PDP-8/F
- PDP-8/M
- PDP-8/A